# Liste des Commonwealth Heritage in Western Australia
Die Liste des Commonwealth Heritage listet alle Commonwealth-Heritage-Objekte in Western Australia auf, die in die Commonwealth Heritage List aufgenommen wurden. Grundlage der Liste ist der Environment Protection and Biodiversity Conservation Act aus dem Jahr 1999. 
Im Februar 2024 waren insgesamt 19 Orte auf der Liste für Westaustralien offiziell auf der Commonwealth Heritage Liste verzeichnet.
| Nummer | Titel                                  | Ort                               | Bild |
| ------ | -------------------------------------- | --------------------------------- | ---- |
| 1      | Army Magazine Buildings Irwin Barracks | Karrakatta                        |      |
| 2      | Artillery Barracks                     | Fremantle                         |      |
| 3      | Bindoon Defence Training Area          | Bindoon                           |      |
| 4      | Cape Leeuwin Lighthouse                | via Augusta                       |      |
| 5      | Claremont Post Office                  | Claremont                         |      |
| 6      | Cliff Point Historic Site              | Garden Island                     |      |
| 7      | Garden Island                          | Cockburn Sound                    |      |
| 8      | Geraldton Drill Hall Complex           | Geraldton                         |      |
| 9      | Iglewood Post Office                   | Iglewood                          |      |
| 10     | J Gun Battery                          | Garden Island                     |      |
| 11     | Lancelin Defence Training Area         | Lancelin                          |      |
| 12     | Learmonth Air Weapons Range Facility   | Learmonth                         |      |
| 13     | Mermaid Reef                           | Rowley Shoals                     |      |
| 14     | Ningaloo Marine Area                   | Rowley Shoals                     |      |
| 15     | Northam Post Office                    | Northam                           |      |
| 16     | Perth General Post Office              | Perth                             |      |
| 17     | South Perth Post Office                | Perth                             |      |
| 18     | Victoria Park Post Office              | Victoria Park                     |      |
| 19     | Yampi Defence Area                     | Koolan Island, Buccaneer-Archipel |      |